# Ophichthus maculatus
Ophichthus maculatus är en fiskart som först beskrevs av Rafinesque, 1810.  Ophichthus maculatus ingår i släktet Ophichthus och familjen Ophichthidae. Inga underarter finns listade i Catalogue of Life.